# جائزة أستراليا الكبرى للدراجات النارية 1995
جائزة أستراليا الكبرى للدراجات النارية 1995 هو سباق دراجات نارية أقيم بتاريخ 26 مارس 1995. كان الجولة الأولى من أصل 13 في سباق الجائزة الكبرى للدراجات النارية موسم 1995. فاز ميك دوهان بفئة الموتو جي بي بينما جاء داريل بيتي في المركز الثاني.

## وصلات خارجية
- الموقع الرسمي